# Grietje Bijlsma
Grietje Hoogstins-Bijlsma (Eernewoude, 9 februari 1915) was een Nederlands schaatsster.

## Loopbaan
De 19e-eeuwse schaatskampioene Lutske Wester (1870-1912) was een tante van Bijlsma. Grietje Bijlsma nam vanaf haar veertiende deel aan wedstrijden in Friesland. Ze was in 1933 de tweede Nederlandse vrouwelijke schaatskampioen op de kortebaan. In januari van dat jaar was voor de eerste keer het NK Kortebaan voor vrouwen gehouden. Grietje Bijlsma won op 17 december 1933 het tweede NK in Warga voor Pietje Feitsma en Trijntje Hemminga.
Ze trouwde in 1935 en deed in ieder geval tot 1943 mee aan wedstrijden. Begin jaren 1950 emigreerde ze met haar gezin en haar ouders naar Ladner bij Vancouver in Canada.

## Uitslagen
| Jaar | Plaats | Kampioenschap |
| ---- | ------ | ------------- |
| 1934 | Goud   | NK Kortebaan  |